# 첩보 영화
첩보 영화 또는 스파이 영화(spy film) 장르는 존 르 카레의 각색과 같이 실제적인 방식으로, 또는 제임스 본드 영화처럼 판타지에 기초하여 가공의 간첩 행위의 주제를 다루는 영화이다. 스파이 픽션 장르의 수많은 소설들이 존 버컨, 이언 플레밍(본드) 등의 작품을 포함하여 영화로 각색되었다. 영국의 영화의 중요한 측면으로 간주된다.
제임스 본드가 가장 저명한 영화 스파이에 속하지만 냉전에서 등장한 추운 곳에서 온 스파이 등 더 심오한 작품도 존재한다. 냉전이 끝난 뒤 종종 중동이 수반되는 테러리즘을 수반한 영화들이 더 자주 등장하게 된다.

## 영화
영화 시리즈 (프랜차이즈)
- The Lady (1931-현재) - 244개 영화
- 제임스 본드 (1962–현재) - 25개 영화
- 불독 드럼몬도 시리즈 (1922–1969) - 24개 영화
- OSS 117 시리즈 (1956–2009) - 12개 영화
- 분노의 질주 시리즈 (2001–현재) - 9개 영화
- 미스터 모토 시리즈 (1937–39, 1965) - 9개 영화
- The Saint 시리즈 (1938–1943) - 8개 영화
- 미션 임파서블 시리즈 (1996–현재) - 7개 영화
- Spy Kids series (2001–2011) - 6개 영화
- Jack Ryan (1990–2014) - 5개 영화
- 본 시리즈 (2002–2016) - 5개 영화
- en:Matt Helm 시리즈 (1966–1969) - 4개 영화
- en:Dick Barton#Films 시리즈 (1948-1950) - 3개 영화
- en:Harry Palmer (1965–1996) - 3개 영화
- Charlie's Angels (1976–2019) - 3개 영화
- 오스틴 파워 시리즈 (1997–2002) - 3개 영화
- XXX series (2002–2017) - 3개 영화
- Johnny English (2003–2018) - 3개 영화
- 킹스맨 - (2014–현재) - 3개 영화

원샷, 시퀄, 리메이크
- 제너럴 (1926)
- 불명예 (1931)
- en:British Agent (1934)
- 나는 비밀을 알고 있다 (1934)
  - 나는 비밀을 알고 있다 (1956)
- 39 계단 (1935)
- Rendezvous (1935)
- 비밀첩보원 (1936)
- 사라진 여인 (1938)
- 스파이 인 블랙 (1939)
- 버지니아 시티 (1940)
- 뮌헨행 야간열차 (1940)
- 파괴 공작원 (1942)
- 오명 (1946)
- 어 소던 양키 (1948)
- 마이 페이버릿 스파이 (1951)
- en:The Scarlet Coat (1955)
- The Quiet American (1958)
  - The Quiet American (2002)
- 북북서로 진로를 돌려라 (1959)
- 맨츄리안 켄디데이트 (1962)
  - 맨츄리안 켄디데이트 (2004)
- The Prize (1963)
- 샤레이드 (1963)
- en:Hot Enough for June (1964)
- 리오의 사나이 (1964)
- Mirage (1965)
- 추운 곳에서 온 스파이 (1965)
- 아라베스크 (1966)
- en:The Deadly Affair (1966)
- en:The Glass Bottom Boat (1966)
- en:The Quiller Memorandum (1966)
- 찢어진 커튼 (1966)
- Modesty Blaise (1966)
- Dimension 5 (1966)
- Derek Flint series
  - en:Our Man Flint (1966)
  - en:In Like Flint (1967)
- 카지노 로얄 (1967)
- Caprice (1967)
- en:Danger Route (1967)
- en:The President's Analyst (1967)
- A Man Called Dagger (1968)
- Dead Season (1968)
- Hammerhead (1968)
- Subterfuge (1968)
- Jedara Bale (1968)
- Goa Dalli CID 999 (1968)
- Operation Jackpot Nalli C.I.D 999 (1969)
- The Chairman (1969)
- 토파즈 (1969)
- 크렘린 레터 (1970)
- 거울 나라의 전쟁 (1970)
- en:The Tall Blond Man with One Black Shoe (1972)
- 자칼의 날 (1973)
  - 자칼 (1997)
- en:The Mackintosh Man (1973)
- Scorpio (1973)
- The Odessa File (1974)
- 콘돌 (1975)
- 아이거 빙벽 (1975)
- Operation Diamond Racket (1978)
- Gunmaster G9 series
  - en:Surakshaa (1979)
  - en:Wardat (1981)
- en:Condorman (1981)
- 바늘 구멍 (1981)
- 007 네버 세이 네버 어게인 (1983)
- Agent 000 and the Deadly Curves (1983)
- en:TASS Is Authorized to Declare... (1984)
- en:Top Secret! (1984)
- Gotcha! (1985)
- en:Spies Like Us (1985)
- en:The Falcon and the Snowman (1985)
- 소련 KGB (1987)
- 러시아 하우스 (1990)
- 동업자 (1991년 영화) (1991)
- The Patriots (1994)
- 트루 라이즈 (1994)
- 스파이 하드 (1996)
- 에어 포스 원 (1997)
- 컨스피러시 (1997)
- 페이스 오프 (1996)
- 나 홀로 집에 3 (1997)
- 세인트 (1997)
- 어벤저 (1998)
- 로닌 (1998)
- 에너미 오브 스테이트 (1998)
- Swasthik (1998)
- 와일드 와일드 웨스트 (1999)
- 스파이 게임 (2001)
- 테일러 오브 파나마 (2001)
- en:Undercover Brother (2002)
  - en:Undercover Brother 2 (2019)
- 아이 스파이 (2002)
- 컨페션 (2002)
- 리크루트 (2003)
- 에이전트 코디 뱅크스 (2003)
  - en:Agent Cody Banks 2: Destination London (2004)
- Spartan (2004)
- Walk on Water (2004)
- 미스터 & 미세스 스미스 (2005)
- 뮌헨 (2005)
- 시리아나 (2005)
- 굿 셰퍼드 (2006)
- 블랙북 (2006)
- en:The Good German (2006)
- 타인의 삶 (2006)
- 브리치 (2007)
- 비디오 브린쿠에도 (2007)
- 바디 오브 라이즈 (2008)
- Traitor (2008)
- 겟 스마트 (2008)
  - en:Get Smart's Bruce and Lloyd: Out of Control (2008)
- 번 애프터 리딩 (2008)
- 이글 아이 (2008)
- 밴티지 포인트 (2008)
- 더블 스파이 (2009)
- Farewell (2009)
- The International (2009)
- en:Totally Spies! The Movie (2009)
- 스파이 넥스트 도어 (2010)
- 아메리칸 (2010)
- 페어 게임 (2010)
- 언피니시드 (2010)
- 나잇 & 데이 (2010)
- 한나 (2011)
- 카 2 (2011)
- en:Page Eight (2011)
- 팅커 테일러 솔저 스파이 (2011)
- 헤이와이어 (2012)
- 잭 리처 (2012)
  - 잭 리처: 네버 고 백 (2016)
- 세이프 하우스 (2012)
- 엑 타 타이거 (2012)
- 아르고 (2012)
- 모스트 원티드 맨 (2014)
- 캡틴 아메리카: 윈터 솔져 (2014)
- 노벰버 맨 (2014)
- 마다가스카의 펭귄 (2014)
- en:Bang Bang! (2014)
- 스파이 (2015)
- 맨 프롬 UNCLE (2015)
- 스파이 브릿지 (2015)
- 트레이터 (2016)
- en:24 Hours to Live (2017)[3]
- 아토믹 블론드 (2017)
- en:Tiger Zinda Hai (2017)
- Spyder (2017)
- 나를 차버린 스파이 (2018)
- 레드 스패로 (2018)
- en:Goodachari (2018)
- The Operative (2019)
- 스파이 지니어스 (2019)
- War (2019)
- Spy Intervention (2020)
- 테넷 (2020)
- 블랙 위도우 (2021)

## 텔레비전 시리즈
고전
- en:Peter Gunn (1958–1961)
- en:Tightrope! (1959–1960)
- en:Danger Man (1960–1968)
- 어벤저스 (1961–1969)
- The Saint (1962–1969)
- 첩보원 0011 (1964–1968)
- I Spy (1965–1968)
- en:The Wild Wild West (1965–1969)
- en:Get Smart (1965–1970)
- 미션 임파서블 (1966–1973)
- Hawk (1966)
- en:The Prisoner (1967–1968)
- en:Stawka większa niż życie (1967–1968)
- Callan (1967–1972)
- It Takes a Thief (1968–70)
- Search (1972–73)
- en:Seventeen Moments of Spring (1973)
- 코작 (1973–1978)
- 6백만 달러의 사나이 (1973–1978)
- en:The Bionic Woman (1976–1978)
  - Bionic Woman (2007)
- en:The Sandbaggers (1978–1980)
- Tinker Tailor Soldier Spy (1979)
- Danger Mouse (1981)
- Smiley's People (1982)
- en:Reilly, Ace of Spies (1983)
- Charters and Caldicott (1985)
- 맨하탄의 사나이 (1985–1989)
- 맥가이버 (1985–1992)

현대
- 이온 플럭스 (1991–1995)
- en:Acapulco H.E.A.T. (1993–1999)
- 니키타 (1997–2001)
  - 니키타 (2010–2013)
- 앨리어스 (2001–2006)
- 미녀 삼총사 (2011)
- 말괄량이 삼총사 (2001–2015)
  - en:The Amazing Spiez! (2009–2012)
- 24 (2001–2014)
- 킴 파서블 (2002–2007)
- en:Foyle's War (2002–2015)
- 스푹스 (2002–2011), aka MI-5
- en:L/R: Licensed by Royalty (2003)
- en:Cambridge Spies (2003)
- 번 노티스 (2007–2013)
- The Company (2007)
- 척 (2007–2012)
- The Middleman (2008)
- en:M.I. High (2007–2011)
- 아처 (2009–현재)
- 코버트 어페어스 (2010–2014)
- 휴먼 타겟 (2010–2011)
- en:Night Raid 1931 (2010)
- Rubicon (2010)
- 스트라이크 백 (2010–2020)
- 홈랜드 (2011–2020)
- 퍼슨 오브 인터레스트 (2011–2016)
- Missing (2012)
- Hunted (2012)
- 더 아메리칸즈 (2013–2018)
- 블랙리스트 (2013–현재)
- en:The Assets (2014)
- en:The Honourable Woman (2014)
- 레전드 (2014–2015)
- The Game (2014)
- en:Turn: Washington's Spies (2014–2017)
- 마담 세크리터리 (2014–2019)
- KC 언더커버 하이스쿨 스파이 (2015–2018)
- The Bureau (2015–현재)
- en:Deutschland 83 (2015)
- 블라인드스팟 (2015–2020)
- en:London Spy (2015)
- en:Fauda (2015–현재)
- en:X Company (2015–2017)
- Berlin Station (2016-2019)
- 카운터파트 (2017–2019)
- Condor (2018–현재)
- 킬링 이브 (2018–현재)
- The Looming Tower (2018)
- 톰 클랜시의 잭 라이언 (2018–현재)
- The Rook (2019)
- 더 스파이 (2019)
- 트레드스톤 (2019)
- Caliphate (2020)
- Tehran (2020)